# 职称
职称是中华人民共和国对专业技术人员的学术技术水平和专业能力给予的评价，是人才评价制度的一部分。现行职称制度中有高等学校教师、自然科学研究人员、工程技术人员27个职称专业系列，各专业职称分为初级、中级、高级3个层级，其中初级分为员级和助理级，高级分为副高级和正高级。全国职称工作由中华人民共和国人力资源和社会保障部主管。
职称、职业资格、职业技能等级为三个不同的制度，但在一些具体方面又有衔接。

## 概論

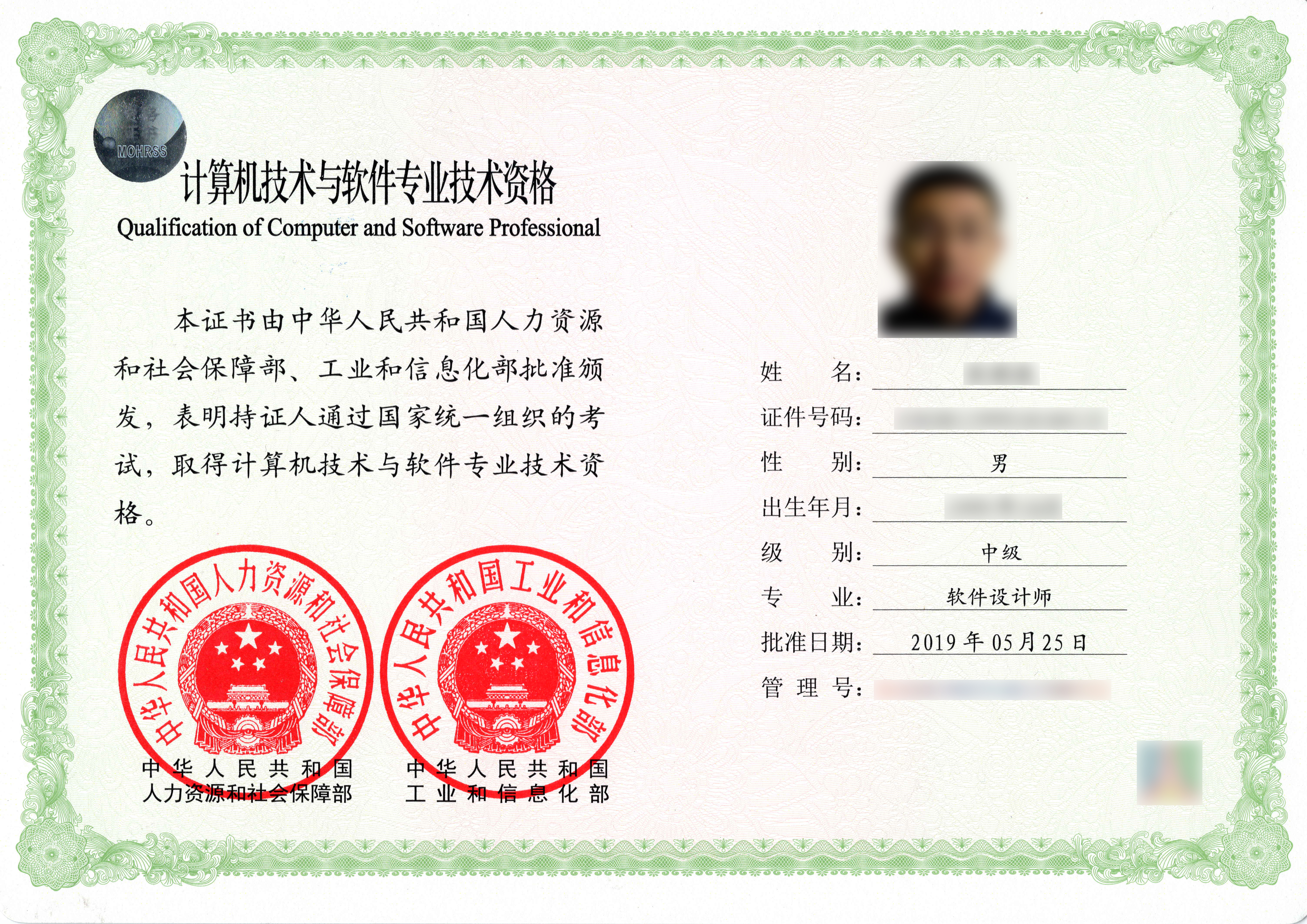
一張電腦類證書

目前专业技术人员职业资格分為兩種：准入类和水平评价类，准入类專業多數涉及安全和公共利益等無此證書者不被准許從事工作，而後者僅是一種工作能力的聘僱上分辨作用。2019年版国家职业资格目录共计140项：
- 专业技术人员职业资格59项
  - 准入类36项
  - 水平评价类23项
- 技能人员职业资格81项
  - 准入类5项
  - 水平评价类76项

此證書表示在中華人民共和國从事专业技术工作的專業程度资格認定，通常每一領域有初級、中級、高級、正高級四種證書可攻取，但也有分級略有不同的專業。职称改革之前的全國營時代通常职称和從事职务是不区分的概念，要先當上該職務是取得該證書的條件之一因此目前口头上职称和职务仍然有混用概念；但职称改革之后职称證書和职务的聘任是相分离的，获得證書后，需要被聘任为相应的专业技术职务，才能享受相应的待遇，所以職稱一詞其實已經不準確也是現在名為「资格證書」的原因，僅代表一個人技術上有此資格水平但不見得已經謀到相應就業工作。
早期职称和职业资格為兩個名詞，职称是原人事部颁发的，职业资格是原劳动部颁发的，目前統一稱职业资格證書。2017年9月後，人力资源和社会保障部大幅修正《国家职业资格目录》，砍除了434項以上證書，表示許多行業政府已經不再設准入許可或不再評定其水準。职业资格(职称)證書是对专业技术人员能力的承认，反映一个人的专业技术和学术水平、工作經驗的綜合等级，方便用人者快速辨認；在國營企業或政府機關較為看重此種證書，私人公司的看重程度不一、但不少大型公司也採信其意義。由於中國社會上國營和半國營企業的經濟比重與編制員額皆巨大且影響力廣，专业技术人员职业资格證書的影響力依然重要。
专业技术人员职业资格證書取得方式：
- 认定或评审

這是最先出現取得職稱的方式，由各地方政府組織評審會對報名者授予證書，在公私立大企業工作者都能報名但主要來源是國企央企。而評鑑不表示完全免考試，多數會要求報考「英语职称考试」和「计算机应用能力考试」的通過成績單作為评审必備條件，而符合某些條件者可以免考，各種評定方式依各地規定。评定由政府人事行政部门负责管理，国务院机构改革以后原国务院职称改革领导小组的工作交由人力资源和社会保障部承担。在职称评定过程中不同单位往往存在各种名额限制。由于拥有人才资源和职称名额在不同地区政府及國營单位存在较大区别，也导致了职称评定过程难易程度也存在较大差距。
- 国家统一考试（以考代评）

邓小平在1980年关于《党和国家领导制度的改革》的讲话中指出：“将来很多职务、职称，只要考试合格，就应当录用。”此為专业技术人员职业资格考試制度開始出現的信號，透過這種考試方式增加一種更廣泛且公平的證書取得管道，1990年9月此項考試舉辦後持續至今也是一般人最常取得證書的管道。
- 职业资格对应

2016年国务院办公厅印发《关于深化职称制度改革的意见》（中办发〔2016〕77号) 中提及「促进职称制度与职业资格制度有效衔接」指出要减少重复考證書，降低社会用人成本，健全职称制度体系。就此多省市實施了职业资格与职称的对应关系表。此種做法多半針對舊時代的證書持有者提供一種過橋嫁接方案，例如职称改革之前取得「工程师」這一泛稱性證書者可以根據其實質專業（例如電腦）在現代聘用時直接將其比照新目錄中的「计算机技术与软件专业技术资格證書」，但這是一種公文命令所以只限於公家和國營單位有效，民間企業不見得執行這種對應。

## 報名資格

### 透過专业技术人员职业资格考試途徑
若是通過考試途徑取得各項專業條件有所不同，符合才得以報名考試，通常一般性標準如下
- 對接科系專科學歷，相關工作經驗滿5年
- 對接科系大學學歷，相關工作經驗滿3年
- 對接科系碩士、雙學士學歷，相關工作經驗滿1年
- 對接科系博士，免工作經驗
- 非對接科系但相關科系者，工作經驗要求全面加一年

但亦有出入甚大者，例如计算机技术与软件专业技术资格證書由於有單純水平考試和普及電腦化社會的考量，免一切學歷經歷要求。亦有像咨询工程师专业技术资格證書一般的要求甚高者，博士學歷依然要兩年工作經驗，專科學歷高達八年經驗要求才得以報名。因此各專項報名資格以每年考試簡章為主。

### 透過職稱評審途徑
若是通過评审制度取得證書，則依據各單位或地方政府要求資格，通常一般性標準如下
- 员级职称（某些初級所具有）：
  - 高職毕业，从事专业技术工作一年以上。
  - 其他符合评定条件人员破格申报。[8]
- 助理级职称（初級）：
  - 硕士研究生毕业，可直接评定。
  - 大学本科毕业，从事专业技术工作一年以上。
  - 大学专科毕业，从事专业技术工作三年以上。
  - 中等专业学校毕业，取得员级职称，从事专业技术工作四年以上。
  - 其他符合评定条件人员破格申报。
- 中级职称：
  - 博士研究生毕业，经考核合格，可直接评定。
  - 硕士研究生毕业，从事专业技术工作三年以上。
  - 大学本科毕业，取得助理级职称，从事专业技术工作四年以上。
  - 大学专科毕业，取得助理级职称，从事专业技术工作五年以上。
  - 其他符合评定条件人员破格申报。
- 副高级职称：
  - 博士研究生毕业，取得中级职称，从事专业技术工作两年以上。
  - 硕士研究生毕业，取得中级职称，从事专业技术工作四年以上。
  - 大学本科毕业，取得中级职称，从事专业技术工作五年以上。
  - 大学专科毕业，取得中级职称，从事专业技术工作六年以上。
  - 其他符合评定条件人员破格申报。
- 正高级职称：
  - 大学本科以上毕业后，取得副高级职称，并从事专业技术工作五年以上。
  - 其他符合评定条件人员破格申报。

除一般性要求外依據專業可能被要求提供「英语职称考试」和「计算机应用能力考试」的通過成績單，另外中高級評定尚要提交學術論文、職業代表作報告等，有些還有面試環節，不一而定。而破格申报者多出現在獲得部省级表彰的学科带头人、国家科技进步三等奖以上、為國企創造经济效益數百萬以上等特殊情境下的人員。

## 职称系列（专业）各层级名称
根据中华人民共和国人力资源和社会保障部2021年11月2日发布的《职称系列（专业）各层级名称》，共设有27个职称系列，各职称系列分为初级、中级、高级3各层级，高级职称分设有副高级和正高级。
| 序号 | 名称                 | 各层级职称名称       | 各层级职称名称     | 各层级职称名称     | 各层级职称名称     | 各层级职称名称   | 政策文件              | 参与单位               |
| 序号 | 名称                 | 高级                 | 高级               | 中级               | 初级               | 初级             | 政策文件              | 参与单位               |
| 序号 | 名称                 | 正高级               | 副高级             | 中级               | 助理级             | 员级             | 政策文件              | 参与单位               |
| ---- | -------------------- | -------------------- | ------------------ | ------------------ | ------------------ | ---------------- | --------------------- | ---------------------- |
| 1    | 高等学校教师         | 教授                 | 副教授             | 讲师               | 助教               | 助教             | 人社部发〔2020〕100号 | 教育部                 |
| 2    | 哲学社会科学研究人员 | 研究员               | 副研究员           | 助理研究员         | 研究实习员         | 研究实习员       | 人社部发〔2019〕109号 | 中国社会科学院         |
| 3    | 自然科学研究人员     | 研究员               | 副研究员           | 助理研究员         | 研究实习员         | 研究实习员       | 人社部发〔2019〕40号  | 科学技术部             |
| 4    | 卫生技术人员         | 主任医师             | 副主任医师         | 主治（主管）医师   | 医师               | 医士             | 人社部发〔2021〕51号  | 国家卫生健康委员会     |
| 4    | 卫生技术人员         | 主任药师             | 副主任药师         | 主管药师           | 药师               | 药士             | 人社部发〔2021〕51号  | 国家卫生健康委员会     |
| 4    | 卫生技术人员         | 主任护师             | 副主任护师         | 主管护师           | 护师               | 护士             | 人社部发〔2021〕51号  | 国家卫生健康委员会     |
| 4    | 卫生技术人员         | 主任技师             | 副主任技师         | 主管技师           | 技师               | 技士             | 人社部发〔2021〕51号  | 国家卫生健康委员会     |
| 5    | 工程技术人员         | 正高级工程师         | 高级工程师         | 工程师             | 助理工程师         | 技术员           | 人社部发〔2019〕16号  | 工业和信息化部         |
| 6    | 农业技术人员         | 正高级农艺师         | 高级农艺师         | 农艺师             | 助理农艺师         | 农业技术员       | 人社部发〔2019〕114号 | 农业农村部             |
| 6    | 农业技术人员         | 正高级畜牧师         | 高级畜牧师         | 畜牧师             | 助理畜牧师         | 农业技术员       | 人社部发〔2019〕114号 | 农业农村部             |
| 6    | 农业技术人员         | 正高级兽医师         | 高级兽医师         | 兽医师             | 助理兽医师         | 农业技术员       | 人社部发〔2019〕114号 | 农业农村部             |
| 6    | 农业技术人员         | 农业技术推广研究员   | -                  | -                  | -                  | -                | 人社部发〔2019〕114号 | 农业农村部             |
| 7    | 新闻专业人员         | 高级记者             | 主任记者           | 记者               | 助理记者           | 助理记者         | 人社部发〔2021〕50号  | 国家新闻出版署         |
| 7    | 新闻专业人员         | 高级编辑             | 主任编辑           | 编辑               | 助理编辑           | 助理编辑         | 人社部发〔2021〕50号  | 国家新闻出版署         |
| 8    | 出版专业人员         | 编审                 | 副编审             | 编辑               | 助理编辑           | 助理编辑         | 人社部发〔2021〕10号  | 国家新闻出版署         |
| 9    | 图书资料专业人员     | 研究馆员             | 副研究馆员         | 馆员               | 助理馆员           | 管理员           | 人社部发〔2021〕42号  | 文化和旅游部           |
| 10   | 文物博物专业人员     | 研究馆员             | 副研究馆员         | 馆员               | 助理馆员           | -                | 人社部发〔2019〕122号 | 国家文物局             |
| 11   | 档案专业人员         | 研究馆员             | 副研究馆员         | 馆员               | 助理馆员           | 管理员           | 人社部发〔2020〕20号  | 国家档案局             |
| 12   | 工艺美术专业人员     | 正高级工艺美术师     | 高级工艺美术师     | 工艺美术师         | 助理工艺美术师     | 工艺美术员       | 人社部发〔2021〕15号  | 工业和信息化部         |
| 13   | 技工院校教师         | 正高级讲师           | 高级讲师           | 讲师               | 助理讲师           | -                | 人社部发〔2017〕90号  | 人力资源和社会保障部   |
| 13   | 技工院校教师         | 正高级实习指导教师   | 高级实习指导教师   | 一级实习指导教师   | 二级实习指导教师   | 三级实习指导教师 | 人社部发〔2017〕90号  | 人力资源和社会保障部   |
| 14   | 体育专业人员         | 国家级教练           | 高级教练           | 中级教练           | 初级教练           | -                | 人社部发〔2020〕76号  | 国家体育总局           |
| 14   | 体育专业人员         | 正高级运动防护师     | 高级运动防护师     | 中级运动防护师     | 初级运动防护师     | -                | 人社部发〔2020〕76号  | 国家体育总局           |
| 15   | 翻译专业人员         | 译审                 | 一级翻译           | 二级翻译           | 三级翻译           | -                | 人社部发〔2019〕110号 | 中国外文出版发行事业局 |
| 16   | 播音主持专业人员     | 播音指导             | 主任播音员主持人   | 一级播音员主持人   | 二级播音员主持人   | -                | 人社部发〔2021〕9号   | 国家广播电视总局       |
| 17   | 会计人员             | 正高级会计师         | 高级会计师         | 会计师             | 助理会计师         | -                | 人社部发〔2019〕8号   | 财政部                 |
| 18   | 统计专业人员         | 正高级统计师         | 高级统计师         | 统计师             | 助理统计师         | -                | 人社部发〔2020〕16号  | 国家统计局             |
| 19   | 经济专业人员         | 正高级经济师         | 高级经济师         | 经济师             | 助理经济师         | -                | 人社部发〔2019〕53号  | 人力资源和社会保障部   |
| 19   | 经济专业人员         | 正高级人力资源管理师 | 高级人力资源管理师 | 人力资源管理师     | 助理人力资源管理师 | -                | 人社部发〔2019〕53号  | 人力资源和社会保障部   |
| 19   | 经济专业人员         | 正高级知识产权师     | 高级知识产权师     | 知识产权师         | 助理知识产权师     | -                | 人社部发〔2019〕53号  | 人力资源和社会保障部   |
| 20   | 实验技术人员         | 正高级实验师         | 高级实验师         | 实验师             | 助理实验师         | 实验员           | 人社部发〔2021〕62号  | 教育部                 |
| 21   | 中等职业学校教师     | 正高级讲师           | 高级讲师           | 讲师               | 助理讲师           | -                | 人社部发〔2019〕89号  | 教育部                 |
| 21   | 中等职业学校教师     | 正高级实习指导教师   | 高级实习指导教师   | 一级实习指导教师   | 二级实习指导教师   | 三级实习指导教师 | 人社部发〔2019〕89号  | 教育部                 |
| 22   | 中小学教师           | 正高级教师           | 高级教师           | 一级教师           | 二级教师           | 三级教师         | 人社部发〔2015〕79号  | 教育部                 |
| 23   | 艺术专业人员         | 一级演员             | 二级演员           | 三级演员           | 四级演员           | -                | 人社部发〔2020〕68号  | 文化和旅游部           |
| 23   | 艺术专业人员         | 一级演奏员           | 二级演奏员         | 三级演奏员         | 四级演奏员         | -                | 人社部发〔2020〕68号  | 文化和旅游部           |
| 23   | 艺术专业人员         | 一级编剧             | 二级编剧           | 三级编剧           | 四级编剧           | -                | 人社部发〔2020〕68号  | 文化和旅游部           |
| 23   | 艺术专业人员         | 一级导演（编导）     | 二级导演（编导）   | 三级导演（编导）   | 四级导演（编导）   | -                | 人社部发〔2020〕68号  | 文化和旅游部           |
| 23   | 艺术专业人员         | 一级指挥             | 二级指挥           | 三级指挥           | 四级指挥           | -                | 人社部发〔2020〕68号  | 文化和旅游部           |
| 23   | 艺术专业人员         | 一级作曲             | 二级作曲           | 三级作曲           | 四级作曲           | -                | 人社部发〔2020〕68号  | 文化和旅游部           |
| 23   | 艺术专业人员         | 一级作词             | 二级作词           | 三级作词           | 四级作词           | -                | 人社部发〔2020〕68号  | 文化和旅游部           |
| 23   | 艺术专业人员         | 一级摄影（摄像）师   | 二级摄影（摄像）师 | 三级摄影（摄像）师 | 四级摄影（摄像）师 | -                | 人社部发〔2020〕68号  | 文化和旅游部           |
| 23   | 艺术专业人员         | 一级舞美设计师       | 二级舞美设计师     | 三级舞美设计师     | 四级舞美设计师     | -                | 人社部发〔2020〕68号  | 文化和旅游部           |
| 23   | 艺术专业人员         | 一级艺术创意设计师   | 二级艺术创意设计师 | 三级艺术创意设计师 | 四级艺术创意设计师 | -                | 人社部发〔2020〕68号  | 文化和旅游部           |
| 23   | 艺术专业人员         | 一级美术师           | 二级美术师         | 三级美术师         | 四级美术师         | -                | 人社部发〔2020〕68号  | 文化和旅游部           |
| 23   | 艺术专业人员         | 一级文学创作         | 二级文学创作       | 三级文学创作       | 四级文学创作       | -                | 人社部发〔2020〕68号  | 文化和旅游部           |
| 23   | 艺术专业人员         | 一级演出监督         | 二级演出监督       | 三级演出监督       | 四级演出监督       | -                | 人社部发〔2020〕68号  | 文化和旅游部           |
| 23   | 艺术专业人员         | 一级舞台技术         | 二级舞台技术       | 三级舞台技术       | 四级舞台技术       | -                | 人社部发〔2020〕68号  | 文化和旅游部           |
| 23   | 艺术专业人员         | 一级录音师           | 二级录音师         | 三级录音师         | 四级录音师         | -                | 人社部发〔2020〕68号  | 文化和旅游部           |
| 23   | 艺术专业人员         | 一级剪辑师           | 二级剪辑师         | 三级剪辑师         | 四级剪辑师         | -                | 人社部发〔2020〕68号  | 文化和旅游部           |
| 24   | 公共法律服务专业人员 | 一级公证员           | 二级公证员         | 三级公证员         | 四级公证员         | -                | 人社部发〔2021〕59号  | 司法部                 |
| 24   | 公共法律服务专业人员 | 正高级司法鉴定人     | 副高级司法鉴定人   | 中级司法鉴定人     | 初级司法鉴定人     | -                | 人社部发〔2021〕59号  | 司法部                 |
| 24   | 公共法律服务专业人员 | 主任法医师           | 副主任法医师       | 主检法医师         | 法医师             | -                | 人社部发〔2021〕59号  | 司法部                 |
| 25   | 船舶专业技术人员     | 正高级船长           | 高级船长           | 中级驾驶员         | 助理驾驶员         | 驾驶员           | 人社部发〔2020〕54号  | 交通运输部             |
| 25   | 船舶专业技术人员     | 正高级轮机长         | 高级轮机长         | 中级轮机员         | 助理轮机员         | 轮机员           | 人社部发〔2020〕54号  | 交通运输部             |
| 25   | 船舶专业技术人员     | 正高级船舶电子员     | 高级船舶电子员     | 中级船舶电子员     | 助理船舶电子员     | 船舶电子员       | 人社部发〔2020〕54号  | 交通运输部             |
| 25   | 船舶专业技术人员     | 正高级引航员         | 高级引航员         | 中级引航员         | 助理引航员         | 引航员           | 人社部发〔2020〕54号  | 交通运输部             |
| 26   | 民用航空飞行技术人员 | 正高级飞行员         | 一级飞行员         | 二级飞行员         | 三级飞行员         | -                | 人社部发〔2019〕19号  | 中国民用航空局         |
| 26   | 民用航空飞行技术人员 | 正高级领航员         | 一级领航员         | 二级领航员         | 三级领航员         | -                | 人社部发〔2019〕19号  | 中国民用航空局         |
| 26   | 民用航空飞行技术人员 | 正高级飞行通信员     | 一级飞行通信员     | 二级飞行通信员     | 三级飞行通信员     | -                | 人社部发〔2019〕19号  | 中国民用航空局         |
| 26   | 民用航空飞行技术人员 | 正高级飞行机械员     | 一级飞行机械员     | 二级飞行机械员     | 三级飞行机械员     | -                | 人社部发〔2019〕19号  | 中国民用航空局         |
| 27   | 审计专业人员         | 正高级审计师         | 高级审计师         | 审计师             | 助理审计师         | -                | 人社部发〔2020〕84号  | 审计署                 |

## 改革問題

### 职称与学术论文挂钩現象
很多职称的评审是与发表的学术论文数据相挂钩的。一般而言，可供职称评审使用的期刊必须具有ISSN和/或CN号。而高级职称评定则需公开出版发行本专业的学术专著或译著，并取得国际标准书号（ISBN）。学术腐败的现象因此偶有发生，如一稿多投、抄袭等。有发现学者借助中国人姓名同音会使用相同英文名的特点，将他人作品冒认为自己作品的行为。这种行为也引发了对学术论文署名方法的讨论，并将母语写在英文名字后面，比如Wei Wang（汪卫）。
不同等级所需发表论文的刊物等级、论文数量及字数的要求都是不同的，部分地区甚至细分为国家级、省级和市级的专业期刊。如广东省就曾于2005年取消省专业技术资格评比条件中关于论文发表期刊的要求，统一调整为在具有ISSN刊号、CN刊号的期刊上发表的论文。大多数的学术期刊在发表论文后并不给作者发放稿酬或稿酬较低。此外，学术期刊还会向作者收取按页计算的版面费（期刊社主动约稿除外）。
此問題被注意到後若干改革開始推動，2018年起北京正高级职称評審會議首次開始用代表作替代论文，降低論文方面重要性，其出台的《关于深化职称制度改革的实施意见》被認為有全國指標性意義。

### 职称外语等级考试問題
1986年起，职称评定开始同外语水平挂钩。1990年相应的外语水平作为评聘专业技术职务基本任职条件之一。1991年人事部下发通知：评聘专业技术职务，必须严格掌握外语条件。自1999年起，人事部在全国实施全国专业技术人员职称外语等级统一考试制度，合格证书是评审职称的必备条件。
职称外语等级考试一直遭到质疑。如中药医师评职称要考外语，而中学英语教师的职称评定却被要求考德语。中国青年报记者万兴亚于2004年撰文称职称外语考试违反了《中华人民共和国行政许可法》。人民网2007年的调查表明，有71.3％的人坚决要求取消职称外语考试，并有报道显示地方政府人事部门利用职称考试牟取部门利益。
2016年3月，中共中央印发《关于深化人才发展体制机制改革的意见》，提出对职称外语和计算机应用能力考试不作统一要求。2017年职称改革后，职称外语和计算机应用能力条件不作统一要求，由用人单位根据岗位需要自主确定，不作为申报职称的前置条件。

## 台灣資格採認
- 認定或評審途徑

2019年11月起「26條措施」發佈後其中第21條解除了評審制職稱管道的台胞限制，在高等院校、科研机构、公立医院、私人科技企业从事专业技术工作的台胞也能參與評審，承認其在台湾地区参与的项目、取得的成果等同等视为专业工作业绩，在台湾地区从事技术工作的年限同等视为专业技术工作年限。
- 國家統一考試途徑

與大陸民眾同等規定報考，台灣學歷公證問題由各項目報考主管機構和省市教育局規定。
- 職業資格對應途徑

2019年起福建省人力资源和社会保障厅省發佈《台湾地区专门职业及技术人员(技术士)考试及格证书比照认定职称目录》，表列50多项台灣高考技師和技術士考试及格证书可直接在福建換發大陸地區職稱證書，由初級證書開始，若有學歷和工作經驗的條件滿足配合，再逐漸換發中級和高級職稱
- 初級職稱證 - 直接換發
- 中級職稱證 - 兩岸學歷，博士與相關經驗1年、碩士與相關經驗3年、大學與相關經驗5年、專科與相關經驗7年，以上其中之一滿足。
- 高級職稱證 - 兩岸學歷，博士與相關經驗2年、碩士與相關經驗7年、大學與相關經驗10年、專科與相關經驗15年，以上其中之一滿足。